# John Houghton (Märtyrer)
John Houghton, auch Ioannes Houghton, (* etwa 1487; † 4. Mai 1535 in Tyburn, heute West End) war ein englischer Kartäusermönch, römisch-katholischer Priester und der erste Märtyrer, der infolge der Suprematsakte von König Heinrich VIII. von England hingerichtet wurde. Er war auch das erste Mitglied seines Ordens, der für den katholischen Glauben starb (Märtyrer der Kartäuser von London). Er gehört zu den Vierzig Märtyrern von England und Wales. 

## Leben
Houghton wurde in Cambridge ausgebildet, erwarb den Baccalaureus beider Rechte und wurde 1511 zum Priester geweiht. 1516 trat er in das London Charterhouse ein. 1523 wurde er zum Sakristan und 1528 zum Prokurator ernannt. 1531 wurde er Prior in der Beauvale Priory in Nottinghamshire. Im November wurde er zum Prior der Londoner Kartause gewählt und kehrte dorthin zurück. Zusätzlich wurde er im Frühjahr darauf zum Provinzial ernannt.
Im April 1534 besuchten zwei königliche Agenten die Kartause, um den Eid auf den 1. Act of Succession einzufordern. Als Houghton beantragte, dass er und seine Gemeinschaft davon befreit würden, wurden er und sein Prokurator Humphrey Middlemore verhaftet und in den Tower of London gebracht. Ende Mai leistete er den Eid unter dem Vorbehalt „soweit das Gesetz Christi es zulässt“ und kehrte in seine Kartause zurück.
1535 wurde die Gemeinschaft aufgefordert, einen neuen Eid abzulegen, der König Heinrich als Oberhaupt der englischen Kirche anerkannte. Wiederum bat Houghton, dieses Mal zusammen mit Robert Lawrence, Prior von Beauvale, und Augustine Webster, Prior von Axholme, von der Ableistung des Eides befreit zu werden. Daraufhin ließ Thomas Cromwell sie verhaften. Im April 1535 wurden sie gemeinsam mit Richard Reynolds, einem Mönch der Abtei Syon, zum Tode verurteilt.
Houghton wurde am 4. Mai 1535 in Tyburn gemeinsam mit Reynolds und John Haile aus Isleworth, gehängt, ausgeweidet und gevierteilt. Die drei Priore wurde in ihrem Habit nach Tyburn gebracht und nicht wie üblich von allen priesterlichen Insignien entkleidet. Aus seiner Gefängniszelle sah Thomas More, wie die drei nach Tyburn geführt wurden. John Houghton wurde als erster hingerichtet. Nach seinem Tod wurde sein Leichnam in Stücke zerteilt und in verschiedenen Teilen Londons gezeigt.
Er wurde am 9. Dezember 1886 von Papst Leo XIII. seliggesprochen und am 25. Oktober 1970 von Papst Paul VI. heiliggesprochen.

## Gedenktag
John Houghtons wird ebenso wie Robert Lawrences und Augustine Websters am 4. Mai gedacht. In den katholischen Bistümern Englands ist dies ein Gebotener Gedenktag, im Kartäuserorden ein Nichtgebotener Gedenktag. Außerdem gehören sie zu den Vierzig Märtyrern von England und Wales, deren am 25. Oktober gedacht wird.